# Гайана (королевство Содружества)
Королевство Содружества Гайана (Гайана, англ. Guyana) — государство-предшественник современной Гайаны в переходный для нее период обретения независимости, существовало между 26 мая 1966 года и 23 февраля 1970 года. Член Содружества наций.

## История
Британское правление в Гайане закончилось в 1966 году, когда государство получила независимость как Королевство Содружества по Акту о независимости Гайаны 1966 года, который преобразовал британскую колонию Британская Гвиана в независимую суверенную конституционную монархию Гайана с британским монархом в качестве главы государства. Гайана разделила суверенитет с Великобританией в рамках Содружества наций, а конституционные полномочия монарха в основном были делегированы генерал-губернатору Гайаны. Королевская преемственность регулируется английским Актом о престолонаследии 1701 года. Следующие губернаторы-генералы управляли Гайаной в 1966-1970 годах:
1. Ричард Люйт (26 мая – 16 декабря 1966 года)
2. Дэвид Роуз (16 декабря 1966 года – 10 ноября 1969 года)
3. Эдвард Лакху (10 ноября 1969 года – 1 июля 1970 года)

Формальный глава государства, Елизавета II, за время существования Гайаны как Королевства Содружества ни разу не посещала страну.
Республика Гайана появилась на свет 23 февраля 1970 года. Монархия была упразднена, но страна осталась в рамках Содружества.
Должность премьер-министра (и главы правительства Гайаны) в течение этого периода занимал Форбс Бёрнхэм. После ликвидации монархии бывший генерал-губернатор сэр Эдвард Лакху временно стал первым президентом Гайаны.